# Frédéric Chiffoleau
Frédéric Chiffoleau (* 20. Oktober 1975 in Saint-Nazaire) ist ein französischer Jazzmusiker (Kontrabass, E-Bass).

## Wirken
Chiffoleau gehörte zunächst zu Quartethno und zur Band von Julien Lourau, wo er an zwei Alben beteiligt war. Zwischen 2002 und 2013 war er Mitglied von Médéric Collignons Band Jus de Bocse. Weiterhin arbeitete er im Bereich der improvisierten Musik und des Jazz mit Michel Portal, Louis Sclavis, Alain Jean-Marie, Claude Barthélemy, Julien Lourau, Pierre de Bethmann, Marc Ducret, Bojan Z, Émile Parisien, Ray Lema und Norma Winstone zusammen. 2016 gründete er mit Yoann Loustalot, François Chensel und Christophe Marguet das Quartett Old and New Songs, das auch 2019 auf Tournee ging. Weiterhin gehört er zu Yvan Robilliards YellowsTone und zum Quartett Hoarse.

## Diskographische Hinweise
- Médéric Collignon/Jus de Bosce Porgy and Bess (Discograph 2004)
- Tam de Villiers Panacea (Whirlwind Recordings 2014, mit David Prez, Karl Jannuska sowie Gábor Winand)
- Yoann Loustalot, François Chesnel, Frédéric Chiffoleau, Christophe Marguet Old and New Songs (Bruit Chic 2017)